# Taracticus hypogaeus
Taracticus hypogaeus là một loài ruồi trong họ Asilidae. Taracticus hypogaeus được Cockerell miêu tả năm 1909.